# 拊離
拊离(突厥语狼的对音)（?—?），是乌孙的小昆弥，乌就屠的儿子。
前33年，父亲乌就屠死后，为汉朝所立。不久，弟弟日贰将他杀死。其子安日得到了汉朝的支持，日贰逃到康居。汉朝屯军姑墨，安日派贵人姑莫匿三人假装跟从日贰逃亡，刺杀了他。西域都护廉褒赏赐姑莫匿等人。

## 子
1. 安日
2. 末振将
3. 卑爰疐